# Jaskier tojadolistny
Jaskier tojadolistny (Ranunculus aconitifolius L.) – gatunek rośliny z rodziny jaskrowatych (Ranunculaceae Juss.). Występuje naturalnie w Europie. Jest uprawiany w wielu krajach jako roślina ozdobna.

## Rozmieszczenie geograficzne
Rośnie naturalnie w środkowej i północnej Hiszpanii, we Francji, północnej części Włoch, w Bośni i Hercegowinie, Szwajcarii, Austrii, Czechach oraz Niemczech. 

## Morfologia
PokrójBylina o lekko omszonych, gęstych i wyprostowanych pędach. Dorasta do 60 cm wysokości.
LiścieMają dłoniasty kształt, z 3–5 lancetowatymi klapkami. Są ząbkowane.
KwiatyZebrane w luźne i rozgałęzione kwiatostany. Mają białą barwę. Dorastają do 10–20 mm średnicy. Działki kielicha mają czerwonawą lub purpurową barwę.

## Biologia i ekologia
Roślina ta jest hemikryptofitem. Rośnie w wilgotnych miejscach w lasach, na łąkach i przy rowach. Występuje na wysokości do 2600 m n.p.m. Kwitnie od maja do sierpnia. 

## Zastosowanie i uprawa
- Uprawiany jest ze względu na swoje ładne kwiaty, które u różnych odmian mogą być pojedyncze lub pełne (np. u kultywara 'Flore Pleno')[6].
- Jest łatwy w uprawie. Rozmnaża się go przez siew nasion (najlepiej zaraz po ich zebraniu), lub przez podział rozrośniętych kęp wiosną lub jesienią. W okresie kwitnienia wskazane jest podlewanie. Najlepiej rośnie na przepuszczalnej i stale wilgotnej glebie, na stanowisku słonecznym lub w półcieniu[6].